# Wilhelm Rebay von Ehrenwiesen
Wilhelm Rebay von Ehrenwiesen, född 3 april 1909 i Miesbach, död 22 januari 2004, var en tysk jurist, ämbetsman och SS-officer. Under andra världskriget var han Kreishauptmann i distriktet Galizien i Generalguvernementet, det polska territorium som lades under tysk ockupation 1939.

## Biografi
Rebay von Ehrenwiesen studerade rättsvetenskap och avlade den första statsexamen 1931 och den andra 1935. Han var medlem i Sturmabteilung (SA) från 1926 till 1927 och anslöt sig därefter till den paramilitära organisationen Stahlhelm. År 1933 återinträdde han i SA och blev medlem i Hitlerjugend och Nationalsocialistiska tyska arbetarepartiet (NSDAP). År 1936 blev Rebay von Ehrenwiesen upptagen i Schutzstaffel (SS) och året därpå anställdes han vid Sicherheitsdienst (SD) i München.
Efter fullbordade studier blev Rebay von Ehrenwiesen assessor i Augsburg. Senare var han verksam vid landsråds- och poliskontoret i Kusel, beläget i närheten av Saarbrücken.

### Andra världskriget
Den 1 september 1939 anföll Tyskland sin östra granne Polen och andra världskriget utbröt. I slutet av oktober inrättades Generalguvernementet, det polska territorium som ockuperades av Tyskland. Detta indelades i fyra distrikt: Krakau, Lublin, Radom och Warschau.
I november 1939 anställdes Rebay von Ehrenwiesen vid regeringspresidentämbetet i Marienwerder. År 1940 knöts han till SD-Hauptamt och kom att leda SD-Abschnitt Thorn.
Distriktet Galizien
Efter Tysklands anfall mot den forna bundsförvanten Sovjetunionen, Operation Barbarossa, inrättades i Generalguvernementet i augusti 1941 ett femte distrikt — Galizien. Rebay von Ehrenwiesen utnämndes då till Kreishauptmann, det vill säga den högste ämbetsmannen i en Landkreis, i Kamionka Strumiłowa. I slutet av 1942 inkallades han till Wehrmacht.

### Efter andra världskriget
Efter Tysklands villkorslösa kapitulation i maj 1945 internerades Rebay von Ehrenwiesen och ställdes i april 1948 inför en denazifieringsdomstol. Han vinnlade sig om en återanpassning till statlig tjänst och utnämndes i början av 1950-talet till regeringsdirektor i Ansbach. En rättslig utredning inleddes mot Rebay von Ehrenwiesen, men den kom att avbrytas.

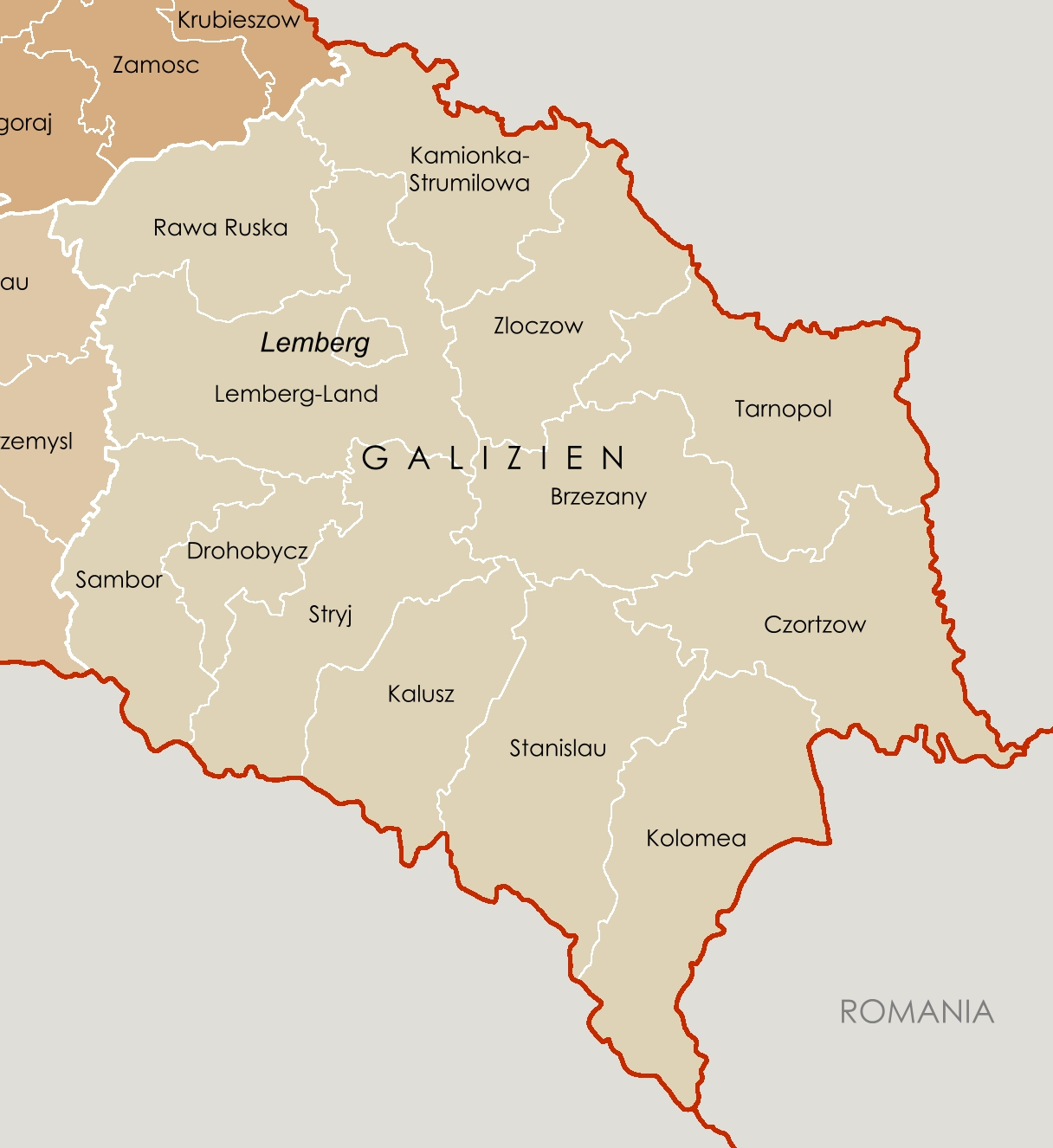
Administrativ karta över distriktet Galizien år 1941